# Schlawerie
Schlawerie oder Schlaverie (ʃlɐvəˈʁiː) ist die informelle Bezeichnung mehrerer Wohnplätze im Saarland. Von diesen Wohnplätzen liegen teils nur wenige Nachrichten vor. Sie erscheinen auch zumeist nicht auf amtlichen Karten. Der Wohnplatz Schlawerie in Neunkirchen (Saar) wird unter Schlawerie (Neunkirchen) ausführlich behandelt.

## Vorkommen
- In Alsweiler trägt die Feldstraße auf einem Lageplan von 1842 die Bezeichnung Schlawerie. Hier sollen ärmliche Häuser und Hütten gestanden haben.[1][2]
- In Dörsdorf haftet der Name Schlawerie an der Bergstraße. Dort sollen arme Leute gewohnt haben.[1][2]
- In Friedrichsthal (Saar) wurde ehemals eine Reihe aneinandergebauter einfacher einstöckiger Glasmacherhäuser an der Saarbrücker Straße „Schlawerie“ oder „D-Zug“ genannt.[1][2]
- In Neunkirchen (Saar) haftet der Name Schlawerie am Sinnerthaler Weg und erscheint zuerst 1765 als die „sogenannte Schlabery“.[1][2][3]
- In St. Ingbert-Rentrisch ist der Name 1764 belegt. Das Kirchenbuch der katholischen Pfarrei verzeichnet zum 4. September 1764 die Taufe eines Kindes ex Schlavery de Rendrisch.[1][2]
- In St. Ingbert-Rohrbach gibt es eine „Schlawwerie“.[1]

- In Hirschland im Krummen Elsass besteht ein Hof namens Schlavari. Petto ist unschlüssig, ob der Name in diese Reihe gehört, da die Betonung dort auf der Mittelsilbe liegt.[1]

## Belege
1. 1 2 3 4 5 6 7  Walter Petto: Zur Entstehung des Neunkircher Ortsteils „Schlawerie“ und zur Deutung des Namens. Historischer Verein Stadt Neunkirchen e.V., Heft, 16 Seiten, Neunkirchen 2001
2. 1 2 3 4 5  Hans Peter Klauck: Lexikon der saarländischen Orte, Gehöfte, Mühlen, Industrieanlagen und Wohnplätze, Saarlouis 2005, S. 385
3. ↑  Kurt Hoppstädter: Die Siedlungsnamen der Landkreise Ottweiler und St. Wendel. Arbeitsgemeinschaft für Landeskunde im Historischen Verein für die Saargegend e.V., Heft 3, Ottweiler 1970, S. 62f.